# Éfira (Tesprócia)

Cíciro (em latim: Cichyrus; em grego clássico: Κίχυρος; romaniz.: Kíchyros), anteriormente chamada de Éfira (em latim: Ephyra; em grego: Ἐφύρα ou Ἐφύρη), foi a capital da antiga Tesprócia, de acordo com o mito construído pelo líder arcadiano Tesproto. Tucídides o descreve como situado no distrito de Eleatis em Tesprócia, longe do mar. Em seu local está o famoso Necromanteion (Νεκρομαντεῖον, "Oráculo dos Mortos"). Estabelecido pela primeira vez durante a Idade do Bronze e reassentado no século XIV a.C. por colonos provavelmente de Caônia e da região oeste do Peloponeso. A cidade fica a cerca de 800 metros ao norte da junção do rio Cócito com o Aqueronte, e cerca de 4,5 quilômetros a leste da baía de Amudia. Perto dele estava a saída para o mar do lago Aquerúsia. Estrabão (7.7.5) dá a mesma informação e acrescenta que em seu tempo Éfira era chamada de Cíciro. O nome foi mudado de Éfira de volta para o nome mais antigo cerca de 200 anos antes.

## Mitologia
A cidade era governada por Fileu, morto por Héracles durante a guerra entre Calidão, onde o herói vivia, e a Tesprócia. Da união da filha de Fileu, Astíoque ou Astioqueia, com Héracles nasceu Tlepólemo.

## Geografia
Na época de Estrabão, a cidade se chamada Cichyrus, e ficava próxima do golfo de Patras, onde desaguava o rio Rio Aqueloo.
Segundo Estrabão, havia várias cidades chamadas de Éfira; além desta:
- uma Éfira na Élida;[9] esta seria a cidade natal da mãe de Tlepólemo e onde Tlepólemo cresceu.[10]
- Éfira, cidade da Tessália.[10]
- Éfira, localizada em Corinto [10]